# Pozzo a gradini

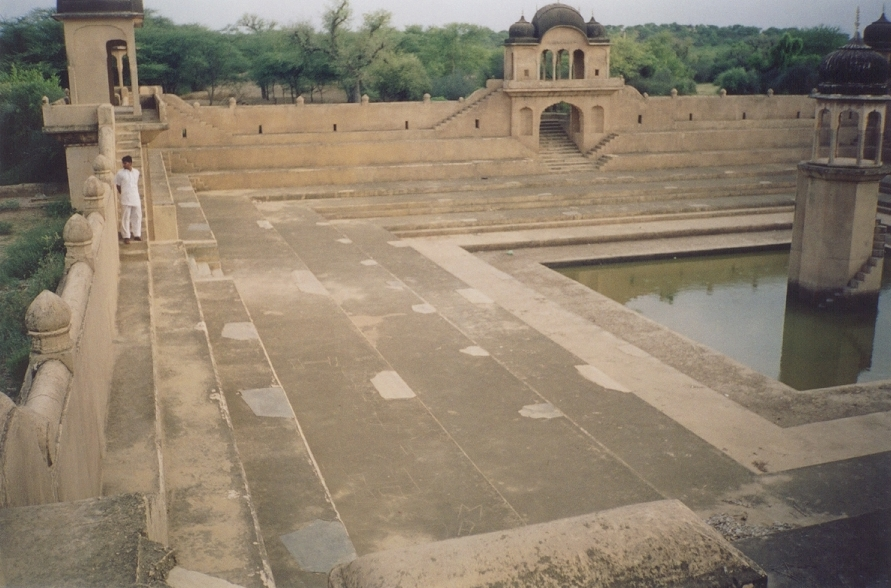
Veduta di un pozzo a gradini a Fatehpur (Rajasthan). Questa struttura compare nel film Paheli.

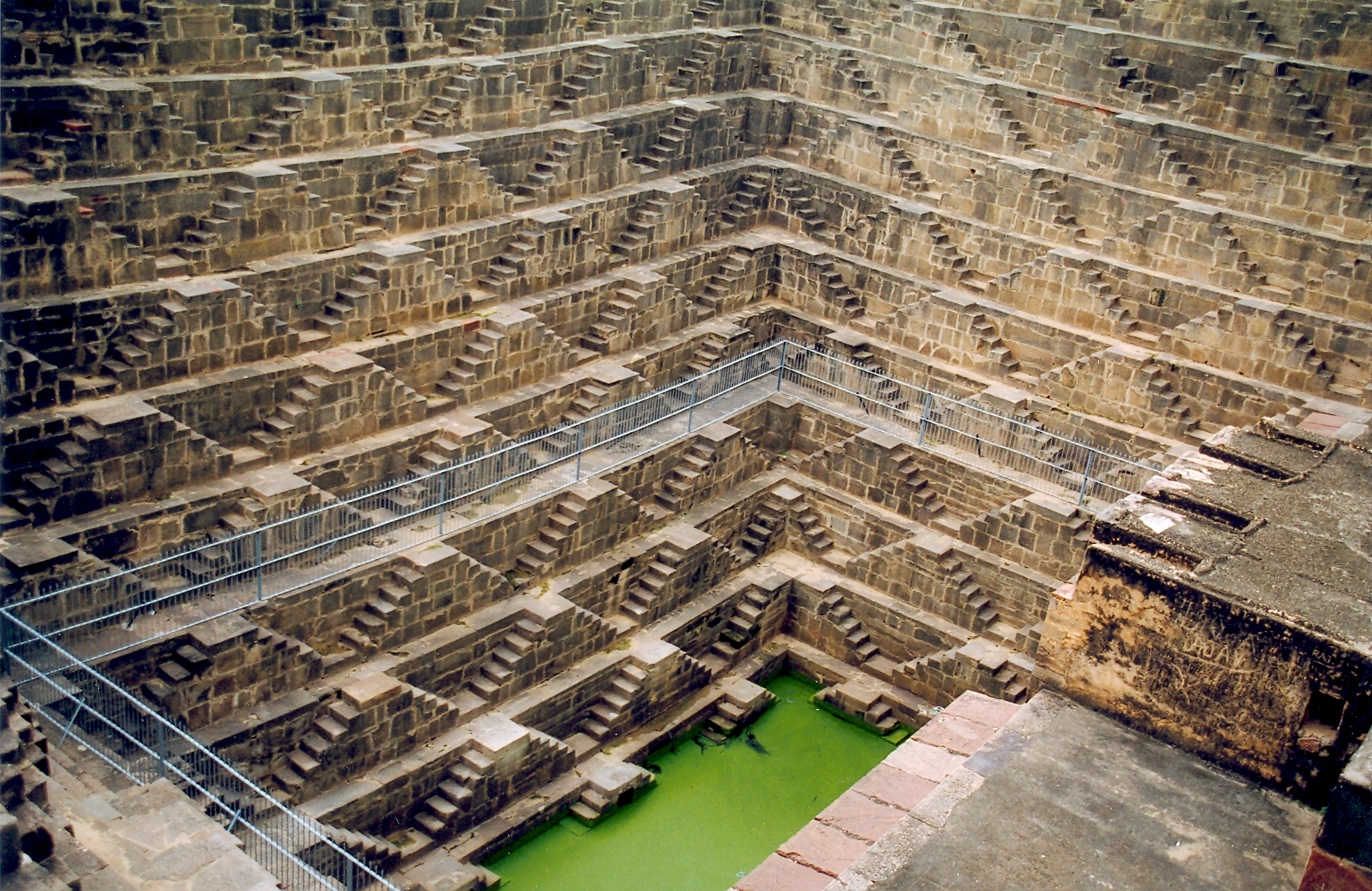
Il Chand Baori, nel villaggio di Abhaneri vicino a Bandikui (Rajasthan).

I pozzi a gradini, chiamati anche kalyani o pushkarani, bawdi o baoli (hindi: बावड़ी), barav (marathi: बारव) o vaav (gujarati: વાવ), sono pozzi o laghetti in cui l'acqua può essere raggiunta scendendo una scalinata. Possono essere coperti e protetti e sono spesso di rilievo architettonico. Possono anche essere a più piani avendo un manzo che fa girare la ruota dell'acqua (rehat) per sollevare l'acqua nel pozzo al primo o secondo piano.
Sono molto comuni nell'India occidentale. Si possono trovare nelle altre regioni più aride del subcontinente, estendendosi in Pakistan. La costruzione può avere finalità pratiche, ma a volte include significativi ornamenti architettonici.
Come si è detto sopra, esistono numerosi nomi distinti, a volte locali, per i pozzi a gradini. Nelle regioni di lingua hindi, ricorrono nomi basati sulla parola baudi (compresi bawdi, bawri, baoli, bavadi, bavdi). In lingua gujarati e marwari, sono chiamati di solito vav o vaav.
Tutte le forme di pozzi a gradini sono esempi dei molti tipi di serbatoi idrici di riserva e irrigazione che si svilupparono in India, principalmente per affrontare le fluttuazioni stagionali della disponibilità idrica. Una differenza basilare tra i pozzi a gradini da un lato, e i serbatoi e i pozzi ordinari dall'altro, era quella di rendere più facile per la gente raggiungere l'acqua del sottosuolo e curare la manutenzione e la gestione del pozzo.
In alcuni tipi di strutture simili (pozzi johara), erano costruite rampe per permettere al bestiame di raggiungere l'acqua.
I costruttori scavavano profonde trincee nella terra per trovare acqua del sottosuolo sulla quale poter contare durante tutto l'anno. Rivestivano i muri di queste trincee con blocchi di pietra, senza malta, e creavano scale che portavano giù all'acqua. La maggioranza dei pozzi a gradini sopravvissuti servivano originariamente anche a scopo ricreativo, oltre che a fornire acqua. Questo perché la base del pozzo forniva sollievo dal calore del giorno, e un sollievo ancora maggiore si poteva ottenere se il pozzo era coperto. I pozzi a gradini servivano anche come luogo per riunioni sociali e cerimonie religiose. Solitamente, le donne frequentavano maggiormente questi pozzi perché erano quelle che attingevano l'acqua. Inoltre, erano loro a pregare e ad offrire doni alla dea del pozzo per le sue benedizioni. Questo fece sì che in taluni casi i pozzi assumessero anche significative caratteristiche ornamentali e architettoniche, venendo costruiti spesso insieme a dimore e all'interno di aree urbane. Ciò assicurò anche la loro sopravvivenza come monumenti.
I pozzi a gradini solitamente consistono di due parti: il condotto verticale dal quale si attinge l'acqua e i passaggi, le camere e i gradini sotterranei disposti intorno in pendenza, che forniscono accesso al pozzo. Le gallerie e le camere che circondano questi pozzi erano spesso riccamente scolpite con elaborati dettagli e diventavano freschi, tranquilli ritiri durante le torride estati.

## Storia

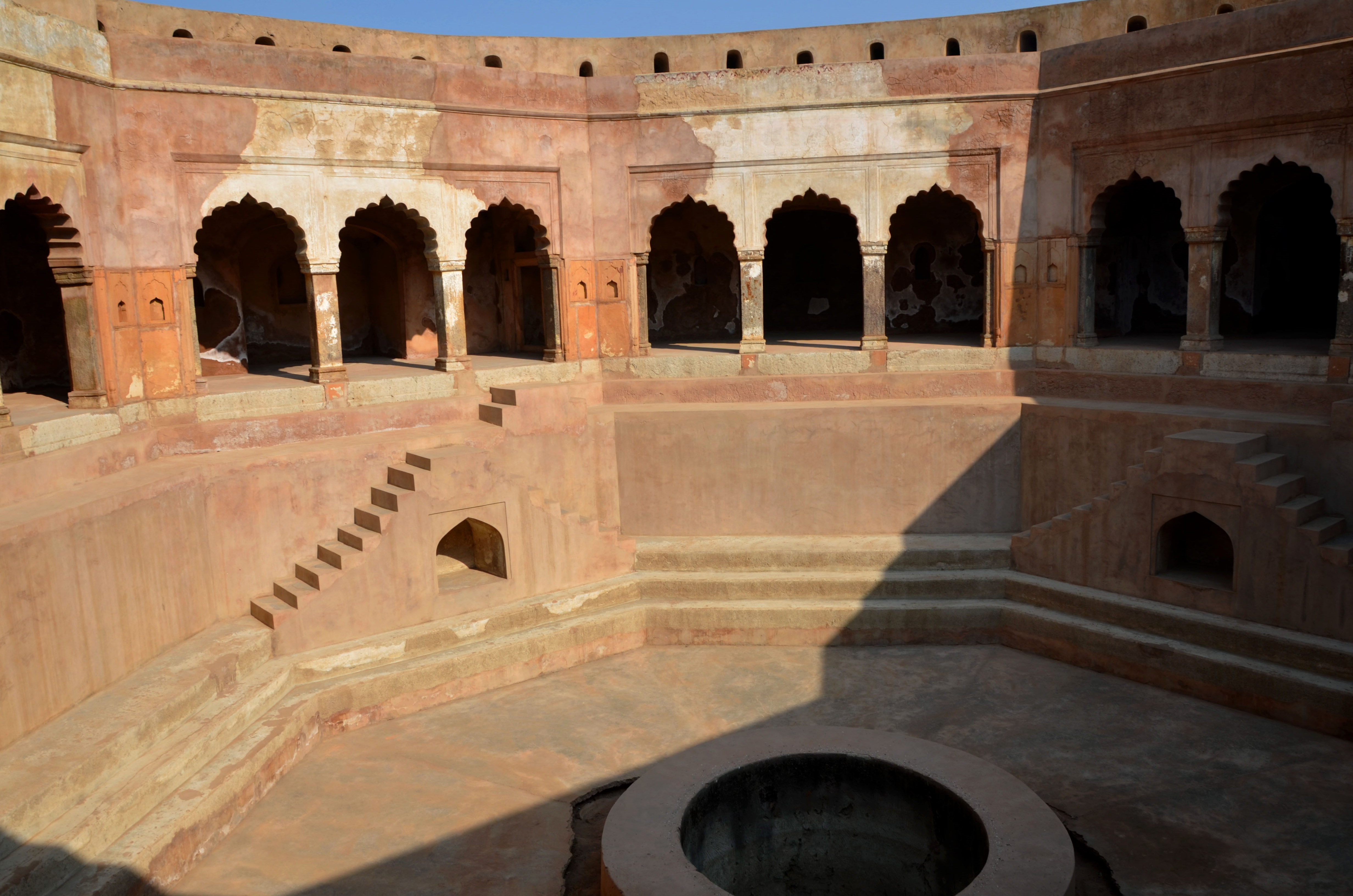
Il Baoli Ghaus Ali Shah del XVIII secolo, a Farrukhnagar, Haryana.

L'acqua nell'architettura dell'India si poteva ritrovare fin dai tempi più antichi e aveva giocato un importante ruolo nella cultura. I pozzi a gradini furono utilizzati per la prima volta come forma artistica dagli Indù e diventarono poi popolari sotto il dominio musulmano.
È noto che la costruzione di pozzi a gradini sia iniziata nella regione meridionale di Gujarat (India) almeno dal 600 d.C. L'idea pratica si diffuse perfino a nord nello stato del Rajasthan, lungo il confine occidentale dell'India dove furono costruiti parecchie migliaia di pozzi. La costruzione di questi pozzi a gradini raggiunse il suo culmine dall'XI al XVI secolo. La maggior parte dei pozzi a gradini esistenti risalgono agli ultimi 800 anni. Ci sono indizi che potrebbero essersi originati molto prima, e loro precursori possono ritrovarsi nella civiltà della valle dell'Indo.
I primi pozzi a gradini scavati nella roccia in India risalgono al 200-400 d.C. Successivamente, ha luogo la costruzione di pozzi a Dhank (550-625 d.C.) e di laghetti a gradini a Bhinmal (850-950 d.C.). La città di Mohenjo-daro ha pozzi che potrebbero forse essere i predecessori dei pozzi a gradini; ben 700 pozzi sono stati scoperti solo in un'unica sezione della città, portando gli studiosi a credere che i "pozzi cilindrici rivestiti di mattoni" furono inventati dal popolo della civiltà della valle d'Indo.
Uno dei più antichi pozzi a gradini esistenti fu costruito nell'XI secolo a Gujarat ed è noto come il vav di Mata Bhavani. Una lunga rampa di scale conduce all'acqua sotto una sequenza di padiglioni aperti a più piani posizionati lungo l'asse est/ovest. L'elaborata ornamentazione delle colonne, delle mensole e delle travi è un primo esempio dell'uso dei pozzi a gradini come forma d'arte.
Il governo britannico del subcontinente indiano di quell'epoca non era soddisfatto della qualità dell'igiene che esisteva nei pozzi a gradini ed installò invece tubi e pompe per sopperire alle necessità idriche delle popolazioni locali. In effetti, perfino l'invasione dei sovrani moghul non aveva sconvolto la cultura pratica in questo tipo di pozzi. Al contrario, i Moghul incoraggiarono la costruzione di molti pozzi a gradini. Furono esattamente i Britannici che costrinsero all'abbandono dei pozzi. Di conseguenza, anche le attività sociali e religiose che avevano luogo in questi posti andarono perdute per ordine delle autorità britanniche.
L'importanza dell'acqua nei luoghi in cui furono trovati i pozzi a gradini è stata compresa nell'ultimo decennio, ora che molte comunità dell'area hanno scarsità di pioggia e acqua. La costruzione di questi pozzi incoraggiava l'incorporazione dell'acqua nella cultura delle popolazioni locali. Questi pozzi a gradini si sono inoltre rivelati ben costruiti, dopo aver resistito perfino a terremoti dell'ordine di 7,6 sulla scala Richter.

## Dettagli
Molti pozzi a gradini hanno ornamentazioni e dettagli elaborati come quelli dei templi induisti. Le proporzioni utilizzate nella loro progettazione erano calcolate in relazione al corpo umano, come in molte altre strutture dell'architettura indiana.

## In India
Numerosi pozzi a gradini sopravvissuti si possono rinvenire nelle regioni del Karnataka settentrionale (Karnataka), del Gujarat, del Rajasthan, di Delhi, del Madhya Pradesh e del Maharashtra. I più importanti includono:
- Agrasen ki Baoli, Nuova Delhi
- Rajon ki baoli, Nuova Delhi

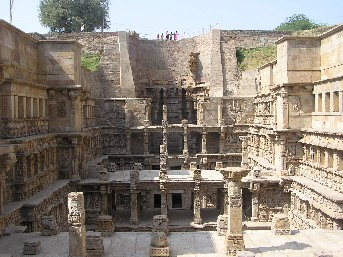
Il Rani Ki Vav, Patan (Gujarat)

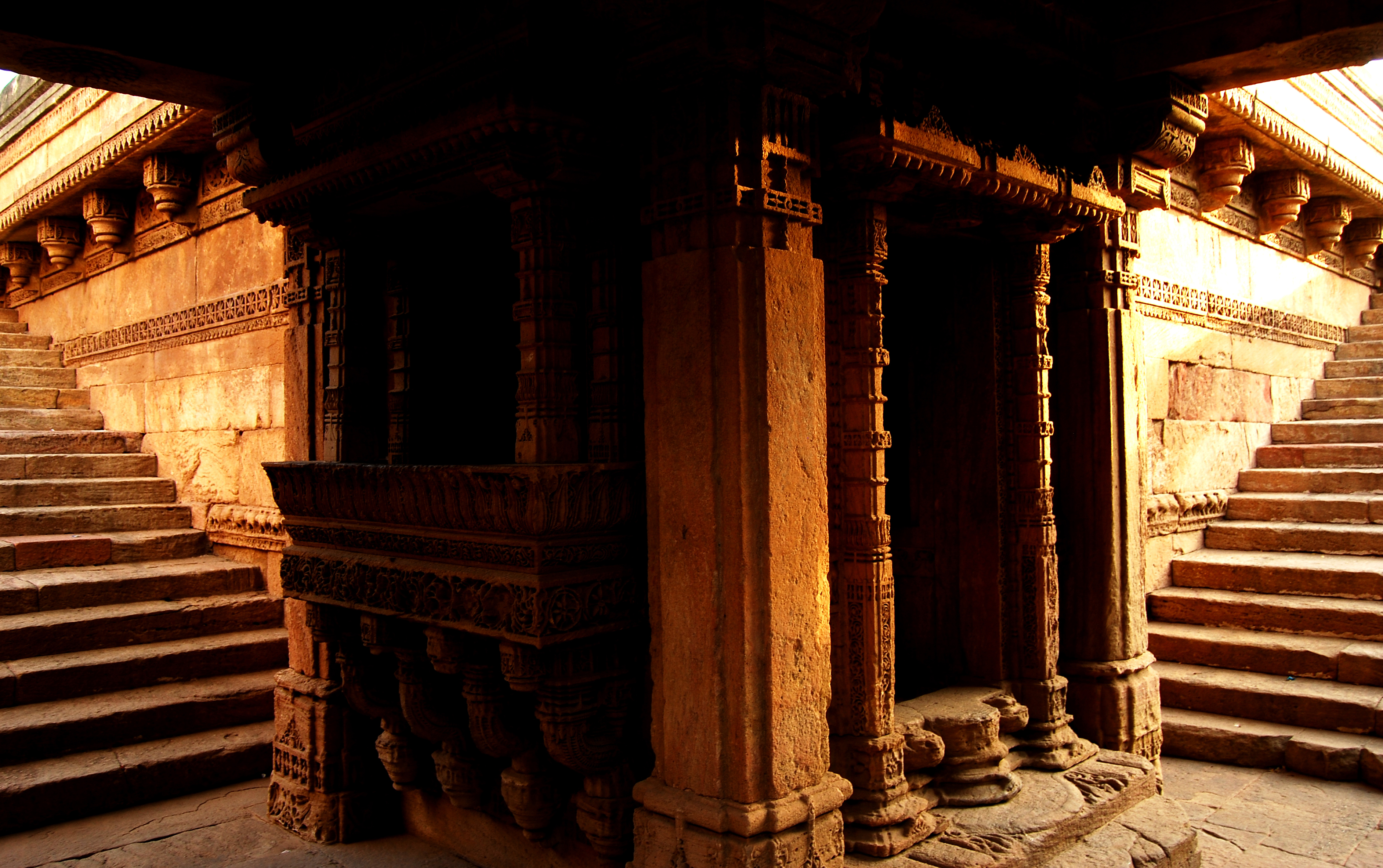
Il Pozzo a gradini di Rudabai (Adalaj)

- Chand Baori ad Abhaneri vicino a Jaipur (Rajasthan)
- Charthana Barav, Distretto di Parbhani (Maharashtra)
- Rani ki vav a Patan (Gujarat)
- Adalaj ni Vav ad Adalaj, Gandhinagar (Gujarat)
- Raniji ki Baori a Bundi (Rajasthan); Bundi ha oltre 60 baoli nella e intorno alla città.
- Jamali Baoli, Jamali Kamali (Delhi)

### Nel Karnataka
- Pozzo a gradini o Pushkarani vicino a Mahanavami dibba ad Hampi o Vijayanagara (Karnataka settentrionale)
- Pozzo a gradini del Tempio di Manikesvara a Lakkundi (Karnataka settentrionale)
- Nagakunda a Sudi (Karnataka settentrionale)
- Bagno regale di Venkatappa Naik a Kanakagiri (Karnataka settentrionale)
- Pozzo a gradini del complesso di templi di Mallikarjuna e un altro pozzo a gradini ad Aihole (Karnataka settentrionale)

## In Pakistan
Pozzi a gradini dei periodi moghul esistono ancora in Pakistan. Alcuni sono in buone condizioni mentre altri no.
- Forte Rohtas, vicino a Jhelum
- Wan Bhachran, vicino a Mianwali
- Losar Baoli, vicino a Islamabad
- Makli Baoli, vicino a Thatta

## Laghetti a gradini

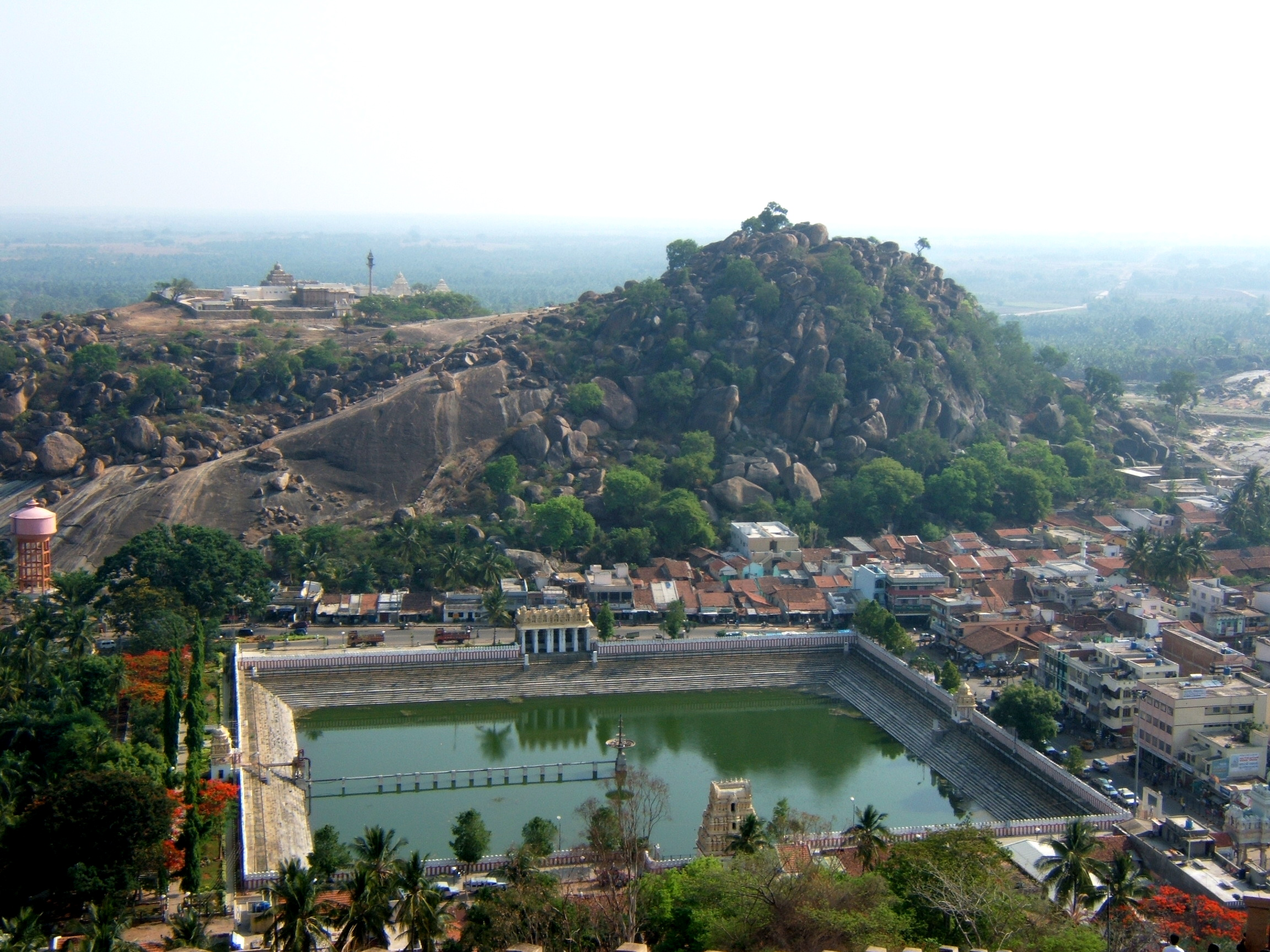
Laghetto a gradini di Shravanabelagola (Karnataka)

I laghetti a gradini sono molto simili ai pozzi a gradini per quanto riguarda lo scopo, ma è importante riconoscere la differenza di questi due tipi di strutture. Per esempio, i laghetti a gradini erano sempre costruiti per accompagnare un tempio vicino, mentre i pozzi a gradini erano posizionati lontano dai siti rumorosi e dalle future attrazioni turistiche. Mentre i pozzi a gradini sono bui e a malapena visibili dalla superficie, i laghetti sono illuminati dalla luce del sole. Inoltre i pozzi a gradini sono piuttosto lineari nel progetto in confronto alla forma rettangolare dei laghetti a gradini.

## Influenza
I pozzi a gradini sono certamente uno dei più esclusivi, ma poco conosciuti, contributi dell'India all'architettura. Essi hanno influenzato molte altre strutture nell'architettura indiana, specialmente alcune che incorporano l'acqua nel loro progetto. È interessante ricordare che il Ram Bagh ad Agra fu il primo giardino moghul in India. Fu progettato dall'imperatore moghul Babur e rifletteva la sua nozione di paradiso non solo attraverso l'acqua e il panorama, ma anche attraverso la simmetria includendo una piscina riflettente nel progetto. Naturalmente, era anche molto affascinato dai giardini a gradini e pensava che uno avrebbe completato il giardino del suo palazzo e costruì un baoli nel Forte di Agra. Molti altri giardini moghul includono piscine riflettenti per abbellire il panorama o come entrata entrata. Altri famosi giardini che incorporano l'acqua nel loro progetto comprendono:

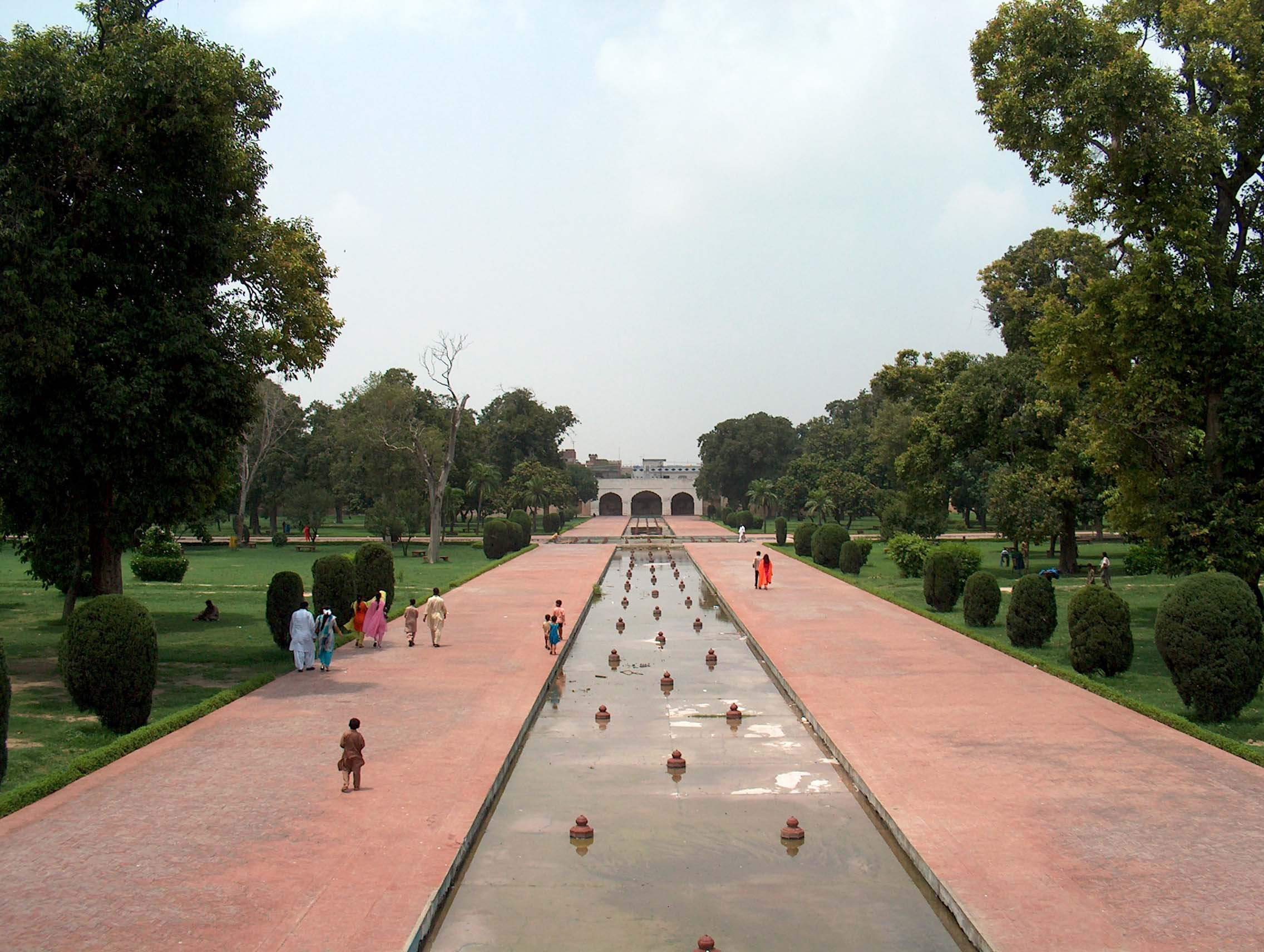
Un esempio di architettura dell'acqua usata in un giardino moghul a Lahore (Pakistan)

- Tomba di Humayun, Nizamuddin East, Delhi
- Taj Mahal, Agra
- Mehtab Bagh, Agra
- Tomba di Safdarjung, Delhi
- Giardini Shalimar (Srinagar), Jammu e Kashmir
- Nishat Gardens, Jammu and Kashmir
- Giardini Yadvindra, Pinjore
- Khusrau Bagh, Allahabad
- Roshanara Bagh, Delhi
- Giardini Brindavan, Mysore, Karnataka (1927-1932)
- Rashtrapati Bhavan, Nuova Delhi (1911-1931)